# Rifargia
Rifargia is een geslacht van vlinders van de familie tandvlinders (Notodontidae).

## Soorten
- R. alania Schaus, 1937
- R. albidivisa Dognin, 1916
- R. albolilacea Dognin, 1914
- R. aliciata Schaus, 1937
- R. apella Schaus, 1892
- R. auscharia Schaus, 1928
- R. bianca Schaus, 1892
- R. bichorda Hampson, 1901
- R. bilskii Thiaucourt, 1980
- R. biplaga Rothschild, 1917
- R. brunnea Möschler, 1877
- R. brunnipennis Kaye, 1922
- R. calvesta Schaus, 1937
- R. cassandra Schaus, 1901
- R. castrena Jones, 1912
- R. causia Schaus, 1892
- R. cinga Schaus, 1924
- R. condita Schaus, 1906
- R. corda Druce, 1901
- R. culpata Schaus, 1912
- R. chocotoa Dyar, 1914
- R. christinae Thiaucourt, 1987
- R. demissa Schaus, 1906
- R. discrepans Schaus, 1906
- R. dissepta Schaus, 1911
- R. distinguenda Walker, 1856
- R. edvina Schaus, 1939
- R. elgiva Schaus, 1923
- R. everiti Schaus, 1928
- R. exarmata Dognin, 1910
- R. extranea Schaus, 1906
- R. felderi Schaus, 1901
- R. grandimacula Dognin, 1909
- R. haitia Schaus, 1928
- R. hecina Schaus, 1939
- R. imitata Druce, 1911
- R. impexa Draudt, 1932
- R. incisura Dognin, 1909
- R. indecora Schaus, 1906
- R. intermedia Rothschild, 1917
- R. kawensis Thiaucourt, 1987
- R. lemoulti Schaus, 1906
- R. lineata Druce, 1887
- R. litura Schaus, 1906
- R. longula Druce, 1904

- R. merita Schaus, 1906
- R. mildora Schaus, 1929
- R. mistura Schaus, 1906
- R. moha Dognin, 1897
- R. molleri Schaus, 1939
- R. mortis Schaus, 1906
- R. morula Dognin, 1914
- R. muscosa Dognin, 1905
- R. myconos Schaus, 1892
- R. nebulosa Schaus, 1910
- R. notabilis Schaus, 1906
- R. nugax Draudt, 1932
- R. occulta Schaus, 1906
- R. ogdeni Schaus, 1939
- R. onerosa Schaus, 1906
- R. ormanceyi Thiaucourt, 1982
- R. panzaleo Thiaucourt, 1981
- R. phanerostigma Dyar, 1910
- R. phasma Dognin, 1917
- R. picta Schaus, 1904
- R. possida Schaus, 1928
- R. praerupta Dognin, 1911
- R. rothschildi Draudt, 1932
- R. rufidiscata Dognin, 1914
- R. sator Dognin, 1908
- R. spontiva Dognin, 1909
- R. stellata Schaus, 1920
- R. tertini Schaus, 1937
- R. testaceata Dognin, 1916
- R. tethys Schaus, 1892
- R. toulgoeti Thiaucourt, 1980
- R. tulira Schaus, 1906
- R. valteria Schaus, 1939
- R. variegata Dognin, 1924
- R. versuta Dognin, 1924
- R. xylinoides Walker, 1862